# Benahoarita
Benahoarita o auarita, popularizado también modernamente como awara, es el término con el que se conoce al pueblo aborigen de la isla de La Palma —Canarias, España— que habitaba la misma antes de la conquista europea a finales del siglo xv.
Se trata de uno de los pueblos aborígenes canarios entroncados genética y culturalmente con los bereberes del norte de África.

## Etnónimo y toponimia
Los términos benahoarita y ahuarita que se han popularizado para identificar a los aborígenes de La Palma es un neologismo utilizado por primera vez por el francés Sabin Berthelot en su obra Ethnografia y anales de la conquista de las Islas Canarias publicado en 1842. Este autor nombra a los primeros pobladores como haouarythes, siguiendo al escocés George Glas quien en su obra The History of the Discovery and Conquest of the Canary Islands de 1764 relacionó el término de la lengua guanche Benahoare —nombre que según Abréu Galindo (1848:168) daban los antiguos palmeros a la isla— con el de la tribu Beni-Howare o Hauwarah del Atlas.
En las fuentes históricas tradicionales no aparece el gentilicio utilizado por los aborígenes para designarse a sí mismos, y en los textos coetáneos a la conquista y colonización al referirse a los antiguos habitantes de La Palma se les denomina simplemente como palmeses.
Como queda dicho, sí se ha conservado en cambio el nombre dado por los aborígenes a la isla. Juan de Abréu Galindo dice a este respecto que «los naturales llamaban á esta isla en su lenguage Benahoare que en castellano quiere decir mi patria, ó mi tierra», y de igual forma el ingeniero Leonardo Torriani indica que La Palma era «llamada por los antiguos palmeros Benahoare, es decir, 'patria'». Así, se suele aceptar esta traducción para el nesónimo, indicando el filólogo e historiador Ignacio Reyes que es una traducción figurativa de wen-ahūwwār 'el lugar del ancestro'.

## Orígenes y poblamiento de La Palma
Se cree que los primeros habitantes de La Palma, como los del resto del archipiélago canario, provenían de algunas tribus bereberes del noroeste de África, dados los paralelismos culturales y de lenguaje. Sin embargo, persiste el debate sobre cómo llegaron a la isla, existiendo dos grandes hipótesis. La primera sostiene que llegaron por sus propios medios de manera más o menos fortuita, mientras la segunda propone que fueron traídos intencionadamente como contingentes colonizadores por motivos económicos o a causa de deportaciones forzadas de tribus norteafricanas por parte de las civilizaciones mediterráneas de Fenicia, Cartago o la Antigua Roma.
La arqueología ha establecido mediante el estudio de las diferencias en diseño y decoración de la cerámica aborigen, que a La Palma habrían llegado por lo menos dos contingentes poblaciones en diferentes momentos. Así, un primer grupo humano habría arribado a la isla hacia mediados del primer milenio antes de la era común, proveniente del Magreb occidental y el noroeste del Sahara; mientras que un segundo grupo llegó hacia el siglo vii a. C. desde el Sahara central y meridional. Por otro lado, la arqueología tradicional encontraba paralelos entre los petroglifos palmeros y los de poblaciones del Bronce Antiguo de la costa atlántica europea como Bretaña o Irlanda.
En todo caso, la fecha más antigua para el poblamiento de La Palma ha sido obtenida por la técnica de termoluminiscencia en el yacimiento de la cueva del Tendal, en el municipio de San Andrés y Sauces, dando una datación del siglo iv a. C.
Por otro lado, varios autores sostienen que los aborígenes palmeros provendrían de la antigua confederación de tribus bereberes de los Hawwara, basándose para ello en la similitud lingüística entre este término y el nombre de Benahoare dado a la isla por sus primeros pobladores.

## Características físicas
Respecto a sus características antropométricas, los restos hallados en los yacimientos muestran que la estatura media era de entre 1,64-1,67 metros para los hombres y de 1,53-1,56 metros para las mujeres.
Por su parte, Torriani dice que los antiguos palmeros eran «hombres blancos y gruesos, más que los otros isleños». Esta idea de hombres y mujeres «corpulentos» también aparece señalada por el navegante portugués Diogo Gomes, quien recorrió las islas hacia 1460.

## Demografía
En cuanto a la demografía aborigen de la isla, las fuentes tradicionales aportan algunos datos. Así, el cronista Gomes Eanes de Zurara indica la presencia de 500 guerreros en la isla a mediados del siglo xv, que el profesor Antonio M. Macías transforma en 3 000 personas usando un coeficiente guerrero/habitante. Por otro lado, Andrés Bernáldez en su Historia de los Reyes Católicos dice que el capitán Alonso Fernández de Lugo una vez conquistada la isla tomó cautivos a «mil é ducientas ánimas varones é mujeres, chicos y grandes».
Investigadores modernos estiman una población en el momento de la conquista de poco más de 2 000 habitantes teniendo en cuenta sobre todo la capacidad de carga de una sociedad eminentemente pastoril como la benahoarita. Otros autores sin embargo indican un contingente demográfico de poco más de 4 000 personas utilizando la información tanto de los relatos históricos como de la arqueología, mientras hay quienes estiman una población de entre 7 000 a 11 000 habitantes en base al potencial demográfico de una sociedad basada en el consumo de la cebada.
Por último, cabe resaltar la práctica del infanticidio entre los aborígenes de La Palma como medida de control de la población por lo menos en épocas de escasez. Esta práctica queda constatada en el relato de Diogo Gomes, quien dice que los antiguos palmeros «calculan entre sí cuantos pueden vivir en toda la isla, y no consienten que ni sus propios hijos vivan si pasan de aquel número», siendo los propios padres los encargados de matar a los niños.

## Economía y subsistencia

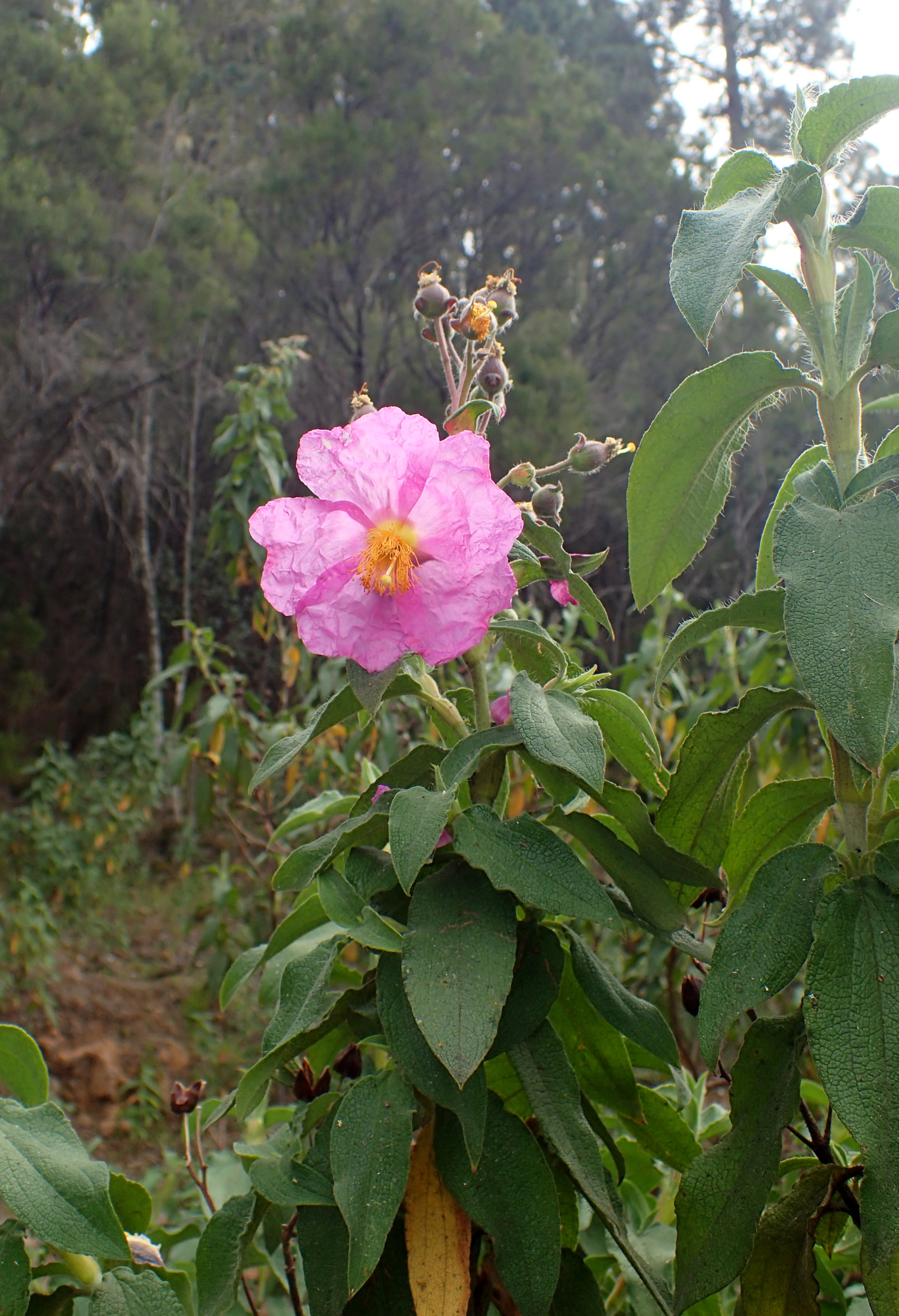
A falta de cereales, los benahoaritas utilizaban las semillas del amagante para la elaboración del gofio.

Los benahoaritas poseían una economía fundamentalmente ganadera, basada en la cría de cabras, ovejas y cerdos que habían traído consigo desde el continente junto con el perro, que ayudaba al pastor en su trabajo, y el gato.
Se trataba de una ganadería de trashumancia, permaneciendo los rebaños en las zonas bajas y medias durante el invierno y ascendiendo a las cumbres de la isla en verano.
Aunque las fuentes históricas tradicionales apuntan que los benahoaritas desconocían la agricultura, la arqueología ha descubierto que llegaron a cultivar cebada, trigo, habas y lentejas desde los momentos más antiguos de su llegada a la isla hasta el siglo ix, desapareciendo su práctica por abandono o pérdida de la semilla.
Según los primeros historiadores, los aborígenes habían sustituido los cereales por las semillas del amagante y por las raíces de diversos helechos como el Pteridium aquilinum para la elaboración del gofio, alimento común a todos los aborígenes del archipiélago canario. Los benahoaritas consumían este gofio con caldo de carne o con leche que llamaban adago, utilizando para ello raíces de malva machacadas que denominaban juesco. Estas raíces las empapaban en el líquido y luego la chupaban. Comían carne de cabra y oveja, que denominaban teguevite, y de cerdo a la que llamaban atinavina.
La recolección de frutos y plantas silvestres complementaban la dieta aborigen, constatándose por la arqueología un aumento de esta práctica después de la desaparición de la agricultura. Los frutos recolectados eran sobre todo de especies propias de los matorrales xerofíticos y del bosque termófilo, tales como los bicácaros, dátiles y los frutos del acebuche, siendo también consumidos los del mocán, el madroño o la faya, propios del Monteverde. También recolectaban los piñones del pino canario.

Destaca entre los recursos recolectados lo que los primeros historiadores definieron como una especie de maná. Gaspar Frutuoso dice sobre este asunto «que antes y después de ser tomada la isla caía en la cumbre un manjar del cielo, menudo y blanco, como confites, tan suave, que daba sustento y consuelo a quien lo comía; ellos lo llamaban Gracia de Dios y maná oloroso, y lo cogían muy temprano y lo comían el mismo día». El investigador Jorge Pais ha identificado este maná con lo que los pastores modernos denominan «azúcar de codeso», y que se trata de las excreciones de determinados insectos que se alimentan del néctar de la flor del codeso de cumbre.
La pesca y el marisqueo fueron importantes en el modo de subsistencia de los benahoaritas, capturándose principalmente especies como viejas, sargos, palometas y el abadejo. Entre los mariscos destacan en los yacimientos arqueológicos distintas especies de lapa, burgados y las carnadillas.
Asimismo, la caza sobre todo de aves también formó parte de la economía insular, habiendo sido hallados en varios yacimientos arqueológicos de la isla restos de aguilillas, las palomas insulares Columba junoniae, C. livia y C. bollii, lechuzas, grajas y pardelas con indicios de haber sido consumidos por los aborígenes. La presencia de restos de la codorniz canaria y del lagarto gigante de La Palma dan cuenta de su consumo en los primeros momentos del poblamiento de la isla, contribuyendo este hecho probablemente a la extinción de la primera y a la disminución de ejemplares de la segunda.

## Hábitat

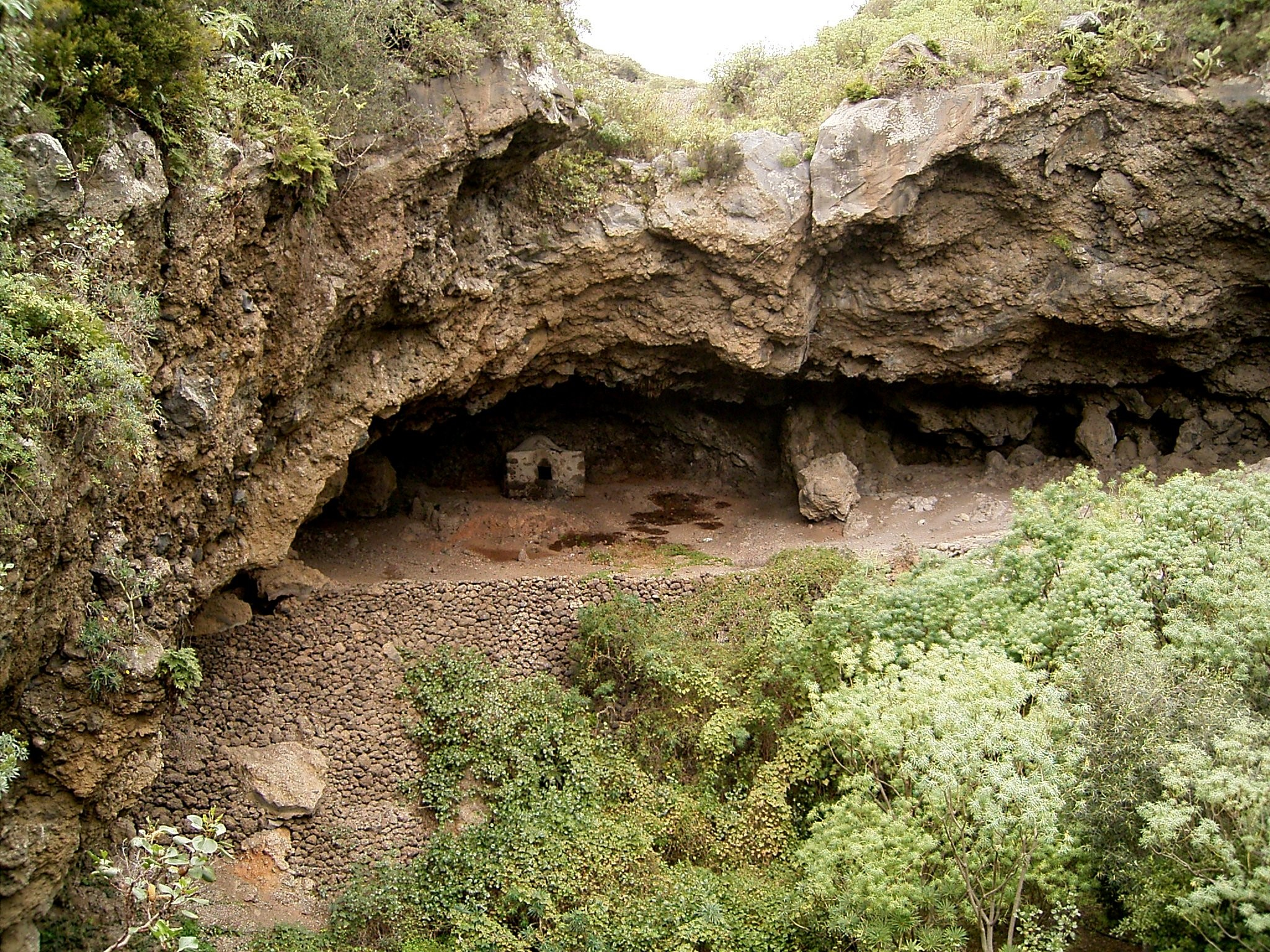
Cueva de Belmaco, en Villa de Mazo, ejemplo de cueva de habitación.

### Viviendas y asentamientos
Habitaban preferentemente en cuevas cerca de las desembocaduras de los barrancos, así como en los tramos medios de estos. También construían chozas rudimentarias de piedra seca.

### Lugares de enterramiento
Los antiguos palmeros enterraban a sus muertos en cuevas sepulcrales.
La momificación de los cadáveres, que se practicaba en otras islas del archipiélago, no parece haber sido frecuente en la isla salvo en los primeros momentos del poblamiento, habiendo sido hallada una momia en una necrópolis de Puntallana con la particularidad de estar envuelta en piel de ciervo, animal inexistente en la isla y que apunta a que fue traída por los aborígenes en su primera arribada desde el continente.
En caso de enfermedad decían a sus familiares que se querían morir, usando la expresión vacaguaré. Los familiares entonces llevaban al enfermo a una cueva de su elección para morir. Los familiares les dejaban un vaso de leche y cerraban la entrada. Según Abréu los muertos no debían tocar la tierra y es por eso que cubrían a los muertos con pieles y los dejaban en cuevas.

## Industria

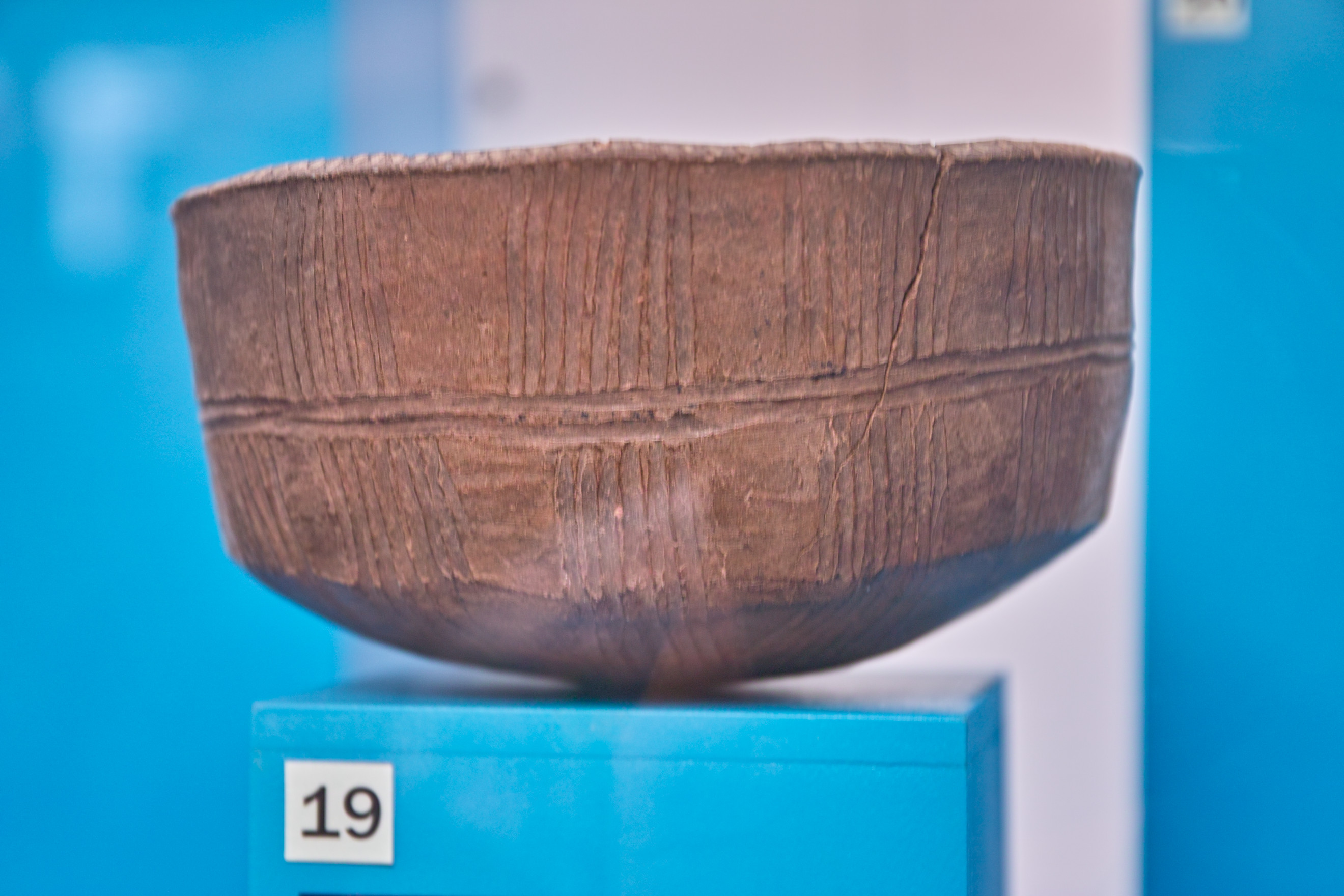
Cerámica decorada benahoarita.

### Indumentaria
Torriani afirma que los benahoaritas usaban vestidos similares a los de los bimbaches de El Hierro, consistentes en trajes de piel de cabra que dejaban brazos y piernas desnudas. Usaban asimismo el tamarco, especie de capa igualmente de piel que se anudaba al cuello y que mantenía el pelaje del animal para ser utilizado como abrigo en invierno. Los benahoaritas también confeccionaban zapatos con cuero de cerdo.

### Armas
Las armas que utilizaban eran varas de madera aguzadas y endurecidas al fuego que denominaban mocas, y que usaban tanto para atacar como para defenderse. Asimismo, también utilizaban piedras arrojadizas.

## Organización sociopolítica

### Estructura social y gobierno
No hay constancia para La Palma de una estratificación social clara como sí sucede en islas como Tenerife o Gran Canaria, donde los aborígenes se diferenciaban entre nobles y villanos. Sólo existen referencias a una oligarquía de sangre formada por miembros pertenecientes a un linaje principal que actúan como jefes o capitanes de la comunidad.
Gomes Eanes de Zurara indica que el rey utilizaba como símbolo de realeza o jefatura una hoja de palma: «murió uno de sus reyes; lo que supieron porque llevaba una palma en la mano, pues parece que entre ellos es costumbre de que el rey tenga esa preeminencia».
En cuanto al gobierno, las fuentes sólo indican que «hacían á ellas [las mujeres] cabeza de gobierno de la guerra, y á ellos [los hombres] de la paz». Sin embargo, la arqueología ha constatado la existencia en varios yacimientos de estructuras similares al tagoror guanche, lugar donde el mencey y los nobles tomaban las decisiones de la comunidad.

### División territorial

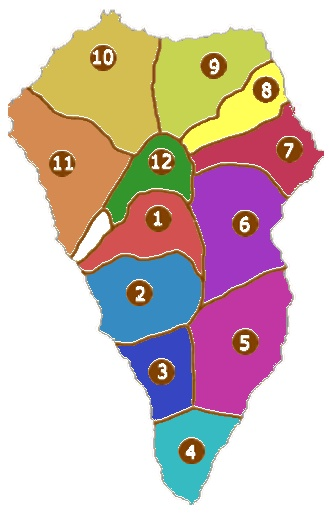
División de la isla en cantones:

En los momentos previos a la conquista a finales del siglo xv, la isla se hallaba dividida en doce demarcaciones territoriales diferenciadas. En la historiografía moderna se les suele denominar como cantones, si bien en la documentación histórica aparecen referidas como bandos, capitanías o señoríos.

Sin embargo, parece que este sistema de poder no era permanente y estas unidades o segmentos podían estar divididas en otras más pequeñas o formar confederaciones. Así, en fuentes del siglo xvi se hace referencia a los bandos de Gazmir o Gazmira e Izán, mientras que además se nombra al caudillo Tamanca como «cabeça de tres vandos».
Juan de Abréu Galindo enumera los doce cantones «comenzando desde donde se ganó, que fue Tazacorte» de la siguiente manera:
1. Aridane. Se extendía así por parte de los modernos municipios de El Paso, Los Llanos de Aridane y Tazacorte;
2. Tijuya. Abarcaba parte de los términos municipales de El Paso, Los Llanos y Tazacorte.;
3. Tamanca o Guehebey. Ocupaba parte de Los Llanos, El Paso y Fuencaliente de La Palma;
4. Ahenguareme. Ocupaba gran parte del municipio de Fuencaliente y algo de Villa de Mazo;
5. Tigalate. Ocupaba los términos de Villa de Mazo y Breña Baja;
6. Tedote. Se extendía por los modernos municipios de Breña Alta y Santa Cruz de La Palma;
7. Tenagua. Se correspondía con el municipio de Puntallana;
8. Adeyahamen. Ocupaba el moderno municipio de San Andrés y Sauces;
9. Tagaragre. Correspondería a Barlovento;
10. Tagalgen. Se extendía por el moderno término de Garafía;
11. Tijarafe o Hiscaguán. Abarcaría los municipios de Tijarafe y Puntagorda;
12. Aceró. Ocupaba el territorio de la Caldera de Taburiente.

### Guerras y enfrentamientos
Los aborígenes solían tener enfrentamientos bélicos entre cantones por entrar en los términos ajenos o por simple venganza ante alguna ofensa.
El hurto de ganado era usual entre los cantones y no era considerado un gran mal pues se dejaba sin castigo además de considerarse un logro y valentía hacerlo. Asimismo en caso de injuria o agravio estaba mal visto irse a quejar al capitán del cantón. En lugar de esto llamaban a sus amigos y se devolvían las injurias y agravios de la misma forma.
Algunas tradiciones recogidas por Abréu Galindo hablaban de que los benahoaritas ponían a las mujeres como las cabezas de gobierno en tiempos de guerra.
Cuenta Abréu que el capitán llamado Echentire señor de Ahenguareme tuvo problemas con el señor Mayantigo señor de Aridane. Se juntaron sus gentes y se dieron batalla, de la cual salió Mayantigo malherido del brazo izquierdo. Una lanza o moca le atravesó cerca de la mano. La herida se le infectó con necrosis y peligro de sepsis. Cuando la infección llegó hasta el codo el mismo Mayantigo con la mano derecha se cortó el brazo por el codo por lo que lo llamaron Mayantigo Aganeye que quiere decir 'pedazo de cielo con brazo cortado'. Mayantigo se alió con su hermano Azuquahe desbarataron los planes y vencieron a Echentire. Casualmente Echentire tampoco tenía un brazo que le faltaba desde nacimiento y que según Abréu no le hizo falta por su fuerza general.

## Religión

### Creencias
Los benahoaritas eran idólatras según los historiadores como Juan de Abréu Galindo o Leornardo Torriani, siendo adoradores de los astros como el sol o la luna. Creían en un Ser Supremo que habitaba en el cielo o tigotan, al que denominaban Abora, y en un demonio o espíritu maligno llamado Haguanran, concebido como un gran perro negro y lanudo, además de otros genios o espíritus del mismo aspecto llamados iruene.
Hay que mencionar dentro de las creencias aborígenes la existencia de individuos convertidos al cristianismo antes de la conquista castellana, debido a las acciones evangelizadoras llevadas a cabo desde las primeras décadas del siglo xv. A este respecto, cabe destacar la tradición de que la imagen de la Virgen de las Nieves era ya venerada por los benahoaritas.

### Lugares de culto

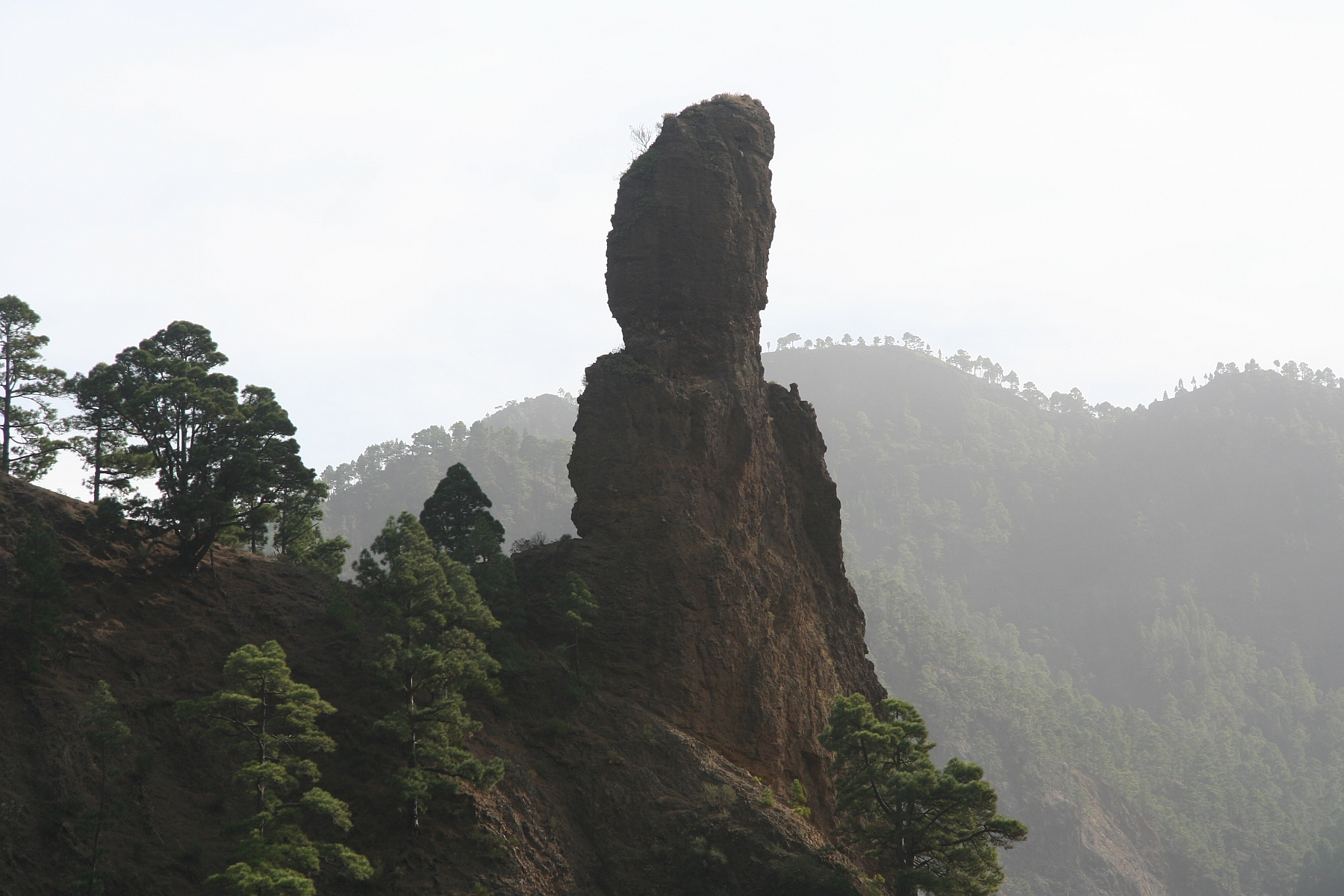
Roque de Idafe, lugar sagrado para los benahoaritas.

Cada cantón poseía un lugar de culto señalado donde levantaban montículos de piedras sueltas a modo de pirámides y en cuyos alrededores se juntaba la población para sus devociones a modo de bailes, luchas y juegos.
Por otra parte, la arqueología ha demostrado la existencia de otros espacios rituales como los denominados conjuntos de cazoletas y canales, que también aparecen en el resto de islas del archipiélago. Estos consistían en pequeños huecos excavados en la roca y unidos mediante canales igualmente excavados, en los que se llevaban a cabo libaciones de leche y manteca. Estos espacios se ubicaban generalmente sobre montañas o elevaciones singulares.
Como lugar sacralizado sobresaliente, los historiadores destacan el roque de Idafe. Este pilar natural ubicado en el interior de la caldera de Taburiente tenía la función mágico-religiosa de axis mundi en las creencias aborígenes.
Leonardo Torriani apunta también a que en las «montañas llamadas Tedote» habitaba la divinidad cuando descendía entre los seres humanos, «y encima de ésta hacían sus sacrificios de leche y de mantequilla».

### Ritos y celebraciones
Al pie del roque de Idafe se realizaba un ritual mediante el cual dos personas intercambiaban las frases «y iguida y iguan Idafe», 'dice que caerá Idafe', a lo que la otra le contestaba «que guerte yguan taro», 'dale lo que traes y no caerá', para luego dejar las vísceras de las reses como alimento para las aves carroñeras. Así evitaban que el roque cayera y acabara con su mundo.
La pervivencia del topónimo Bailadero en varios parajes de la isla indica la práctica ritual de hacer balar al ganado a modo de rogativa por parte de los benahoaritas.

### Rituales funerarios
Pese a que en la isla han aparecido restos humanos parcialmente momificados, se cree que al igual que en Gran Canaria, se conservaban por factores ambientales y no porque existiera una intencionalidad de momificar al difunto. Esto a diferencia de lo que sucede en la isla de Tenerife, donde sí existía una técnica de momificación consolidada.

## Contacto con otras culturas
En las primeras décadas del siglo xiv se produce el redescubrimiento de las islas Canarias para las culturas europeas por parte del navegante genovés Lanceloto Malocello. A partir de entonces los contactos entre aborígenes y europeos se intensificarán, dividiéndose el tipo de relaciones entabladas en dos grupos: las razias esclavistas y las acciones evangelizadoras.

### Misiones evangelizadoras
Las misiones cristianas comenzaron en la segunda mitad del siglo xiv llevadas a cabo por religiosos procedentes del reino de Mallorca bajo el auspicio del papa Urbano V. No obstante se desconocen sus posibles acciones en la isla de La Palma en esta época, centrándose sus esfuerzos sobre todo en Gran Canaria, donde se funda el obispado de Telde.
Algunos autores consideran que hacia 1424 existía ya una iglesia o ermita en la isla, tomando este dato de la bula Illius celestis Agricole otorgada por el papa Martín V en que se indica una capilla en las islas bajo la advocación de «Beatae Mariae de la Palma». Sin embargo, el profesor Juan Álvarez Delgado considera que la bula se refiere a la ermita de Santa Lucía, en la localidad gomera de Tazo —Vallehermoso—.
A partir de 1487 se intensifican los contactos misionales debido a la política de los gobernadores de Gran Canaria de entablar pactos con los aborígenes de las islas aún sin conquistar.

### Asaltos esclavistas

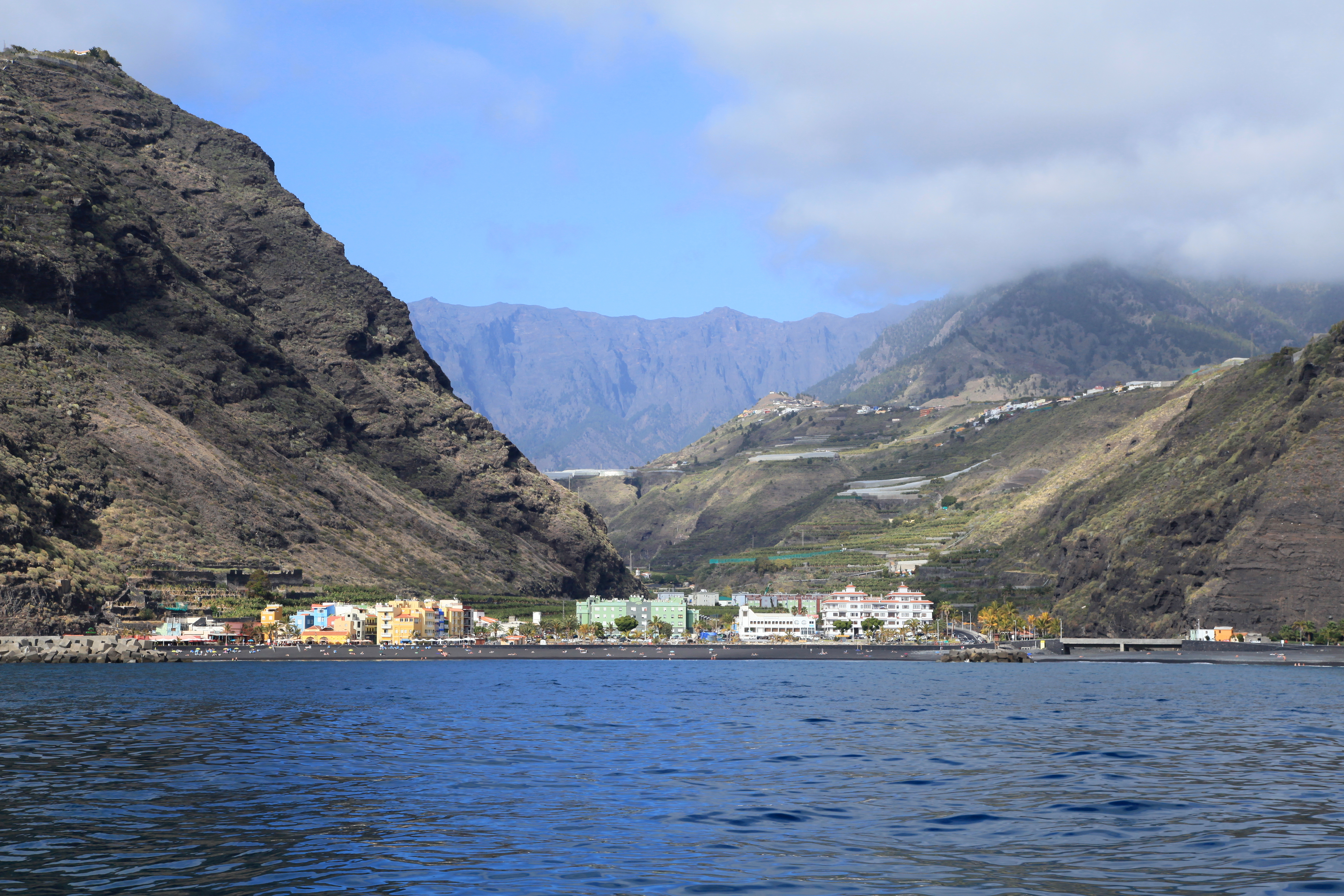
Costa de Tazacorte, lugar de numerosos desembarcos en busca de esclavos.

A pesar de las acciones misionales, el redescubrimiento de las islas convierte a sus habitantes en presa de los mercados esclavistas europeos.
Durante la etapa betancuriana de la conquista de Canarias entre 1402 y 1418, se producen varios asaltos de los normandos y castellanos a La Palma. Así, en 1403 Gadifer de La Salle arriba a la isla, desembarcando en la zona de Tazacorte y haciendo simplemente aguada en la desembocadura del barranco de Las Angustias. Los cronistas de Le Canarien apuntan que «el país es fuerte y bien poblado de gentes, porque no ha sido tan batido [asaltado] como los otros». Dos años después, en 1405, una barcaza de la flotilla normanda arriba a la isla a causa de un temporal, dedicándose a realizar razias entre los aborígenes. Después de ser expulsado de Gran Canaria, el propio capitán Jean IV de Béthencourt se une a sus hombres en La Palma, dedicándose durante seis semanas a batallar contra los benahoaritas causando un centenar de bajas entre los nativos frente a unas pocas propias, partiendo luego hacia El Hierro.
A partir de 1415 se suma a la presencia castellana en las islas la de los portugueses, quienes en su expansión por el Atlántico promovida por don Enrique el Navegante arriban a Canarias en busca de esclavos. Entre 1442 y 1447 están documentados varios asaltos lusos a La Palma con ayuda de aborígenes de La Gomera. Se suceden las razias y combates con los benahoaritas, siendo llevados como esclavos varias decenas y muriendo en las refriegas tanto una mujer de gran envergadura «de la que decían que era reina de una parte de la isla» como otro rey.
En 1447 llega a las islas Hernán Peraza el Viejo para tomar posesión del señorío de Canarias. Mientras Peraza organiza el gobierno de Fuerteventura, su hijo Guillén pone rumbo a La Palma para llevar a cabo una razia y así sufragar los gastos del viaje. Desembarcan en el cantón de Tijuya, y tras internarse tierra adentro son atacados por el rey Chedey y sus hermanos al mando de los aborígenes, siendo los conquistadores completamente derrotados y resultando muerto el propio Guillén tras recibir una pedrada al ser reconocido por los aborígenes como capitán de los conquistadores.
Cuenta Abréu un enfrentamiento con los vasallos de Hernán Peraza avecindados en El Hierro y que venían a saltear a La Palma. Había una palmera llamada Guayanfanta de gran bravura. Abreu narra que tenía un cuerpo que parecía gigante y la mujer era de extremada blancura. Los cristianos la cercaron, ella peleó lo que pudo y, viéndose acosada, embistió a un cristiano y lo agarró llevándolo debajo del brazo para arrojarse con él por un acantilado. Otro cristiano le cortó los pies antes de lograrlo. Por esto, cuenta Abreu que las mujeres palmeras adquirieron la fama de bravas.
Entre finales de 1491 y principios de 1492 se lleva a cabo un asalto por parte de vecinos de Gran Canaria.

### Pactos
Los aborígenes de varios cantones establecieron pactos con el gobernador de Gran Canaria Francisco Maldonado y con el obispo de Canarias, por el cual pasaban a ser considerados bandos de paces.

### Conquista castellana
El 29 de septiembre de 1492 Alonso Fernández de Lugo desembarca en Tazacorte con novecientos soldados entre castellanos, canarios y gomeros. A su llegada a La Palma reafirma las paces con cuatro de los doce bandos de la isla. La resistencia del resto de la isla fue escasa, con la salvedad del bando de Aceró liderado por Tanausú. Finalmente, y tras varios intentos infructuosos de penetrar en la caldera de Taburiente donde se habían hecho fuertes los benahoaritas, el 3 de mayo de 1493 Lugo logra apresar a Tanausú, con lo que se da por concluida la conquista de la isla.

## Supervivencias
Aunque la cultura benahoarita desapareció como tal con el proceso colonizador posterior a la conquista militar, algunos rasgos culturales pervivieron. Así, diferentes prácticas ligadas al mundo pastoril como el salto del pastor, o manifestaciones culturales como el baile y canto del sirinoque pasaron a formar parte de la nueva sociedad de la isla.
Asimismo, aunque el lenguaje hablado por los benahoaritas desapareció, sobrevivieron numerosos topónimos, aunque en la mayoría de los casos carentes de su significado (Taburiente, Garafía, Aridane, Tajuya, etc.). Además, algunos vocablos aborígenes se incorporaron al habla insular, como es el caso de los nombres de algunas plantas como amagante y tagasaste.

## Benahoaritas conocidos
- Acerina
- Agacensie
- Atabara
- Atogmatoma
- Autinmara
- Azuquahe
- Bediesta
- Bentacayse
- Chedey
- Dahentire
- Echentire
- Ehenauca
- Francisca de Gazmira
- Garehagua
- Guayanfanta
- Juan de la Palma
- Juguiro
- Justa González
- Maxerco
- Mayantigo
- Tamanca
- Tanausú
- Temiaba
- Tinabuna
- Tinisuaga
- Ugranfir

## Restos arqueológicos

### Yacimientos arqueológicos
- Parque arqueológico Cueva de Belmaco, Villa de Mazo
- Parque arqueológico de El Tendal, San Andrés y Sauces
- Parque natural arqueológico La Zarza, Garafía

### Museos
- Museo Arqueológico Benahoarita, Los Llanos de Aridane